# Crapaud (siège)
Pour les articles homonymes, voir Crapaud (homonymie).

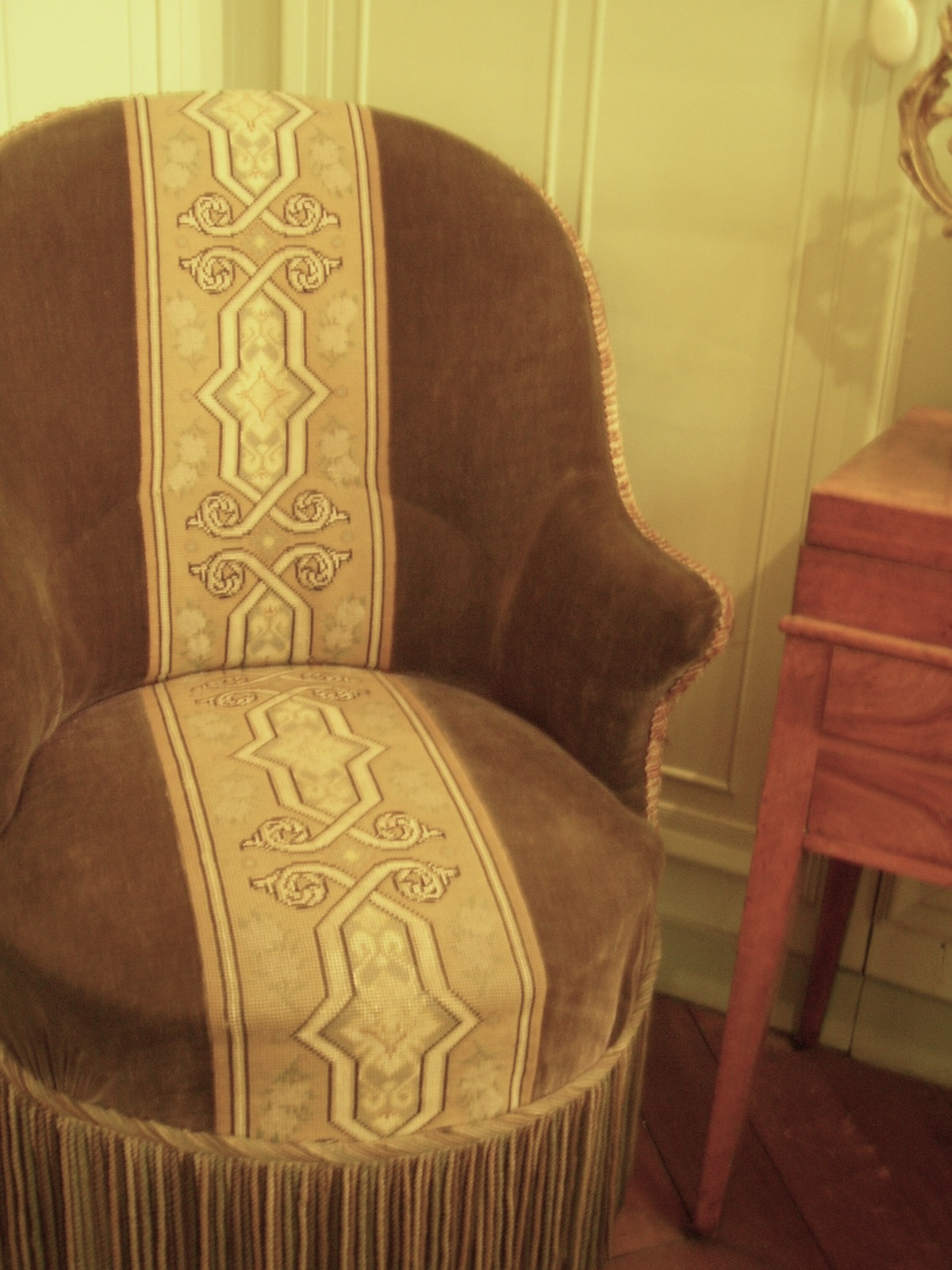
Fauteuil crapaud au musée Gustave-Moreau, Paris.

Le fauteuil crapaud est un fauteuil entièrement rembourré à dossier gondole et aux pieds généralement cachés par un volant du même tissu que le recouvrement général ou par une passementerie de couleur assortie, apparu au XIXe siècle sous le style Louis-Philippe puis le style Second Empire.